# أندي بريس
أندي بريس (بالإنجليزية: Andy Preece)‏ هو لاعب كرة قدم ومدرب كرة قدم بريطاني في مركز الهجوم، ولد في 27 مارس 1967 في Evesham ‏ في المملكة المتحدة. لعب مع ستوكبورت كونتي وكريستال بالاس ونادي بلاكبول ونادي بوري ونادي ريكسهام ونادي كارلايل يونايتد ونادي ووستر سيتي ونورثامبتون تاون.

## وصلات خارجية
- أندي بريس على موقع قاعدة بيانات كرة القدم.إي يو (الإنجليزية)
- أندي بريس على موقع Soccerbase.com (لاعب) (الإنجليزية)
- أندي بريس على موقع عالم كرة القدم.نت (الإنجليزية)